# Badminton-Europameisterschaft für Behinderte 2006
Die Badminton-Europameisterschaft für Behinderte 2006 fand vom 8. bis zum 10. September 2006 in La Rinconada statt.

## Medaillengewinner
| Disziplin             | Gold                              | Silber                        | Bronze                             |
| --------------------- | --------------------------------- | ----------------------------- | ---------------------------------- |
| Herreneinzel BMW2     | Thomas Wandschneider              | Walter Rauber                 | Shimon Shalom                      |
| Herreneinzel BMW2     | Thomas Wandschneider              | Walter Rauber                 | Ferdinand Hoeke                    |
| Herreneinzel BMW3     | Amir Levi                         | Quincy Michielsen             | Macbal Shefanya                    |
| Herreneinzel BMW3     | Amir Levi                         | Quincy Michielsen             | Yossi Baba                         |
| Herreneinzel BMSTL1   | Sergei Nefjodow                   | Alfonso Otero                 | Silvino Gata                       |
| Herreneinzel BMSTL2   | Pascal Wolter                     | Ramil Yuldashev               | Jens Behnke                        |
| Herreneinzel BMSTL2   | Pascal Wolter                     | Ramil Yuldashev               | Juan Ramirez                       |
| Herreneinzel BMSTL3   | Peter Schnitzler                  | Eduard Barkanow               | Vincente Henares                   |
| Herreneinzel BMSTL3   | Peter Schnitzler                  | Eduard Barkanow               | Fulgencio Garcia                   |
| Herreneinzel BMSTU5   | Eyal Bachar                       | Frank Dietel                  | Mikhail Chiviksin                  |
| Herreneinzel BMSTU5   | Eyal Bachar                       | Frank Dietel                  | Antony Forster                     |
| Herrendoppel BMW2     | Avni Kertmen Thomas Wandschneider | Ferdinand Hoeke Walter Rauber | Airam Fernandez Francisco Pineda   |
| Herrendoppel BMW2     | Avni Kertmen Thomas Wandschneider | Ferdinand Hoeke Walter Rauber | Shimon Shalom David Toupé          |
| Herrendoppel BMW3     | Amir Levi Macbal Shefanya         | Ton Hollaar Quincy Michielsen | Stefan Haas David Holz             |
| Herrendoppel BMW3     | Amir Levi Macbal Shefanya         | Ton Hollaar Quincy Michielsen | Yossi Baba Aviad Brazilai          |
| Herrendoppel BMSTL2   | Jens Behnke Pascal Wolter         | Oleg Dontsov Ramil Yuldashev  | Meva Singh Dhesi William Smith     |
| Herrendoppel BMSTL3   | Lutz Sauppe Peter Schnitzler      | Fulgencio Garcia Eli Karadi   | Vincente Henares Juan Ramirez      |
| Herrendoppel BMSTL3   | Lutz Sauppe Peter Schnitzler      | Fulgencio Garcia Eli Karadi   | Eduard Barkanow Valery Kurochkin   |
| Herrendoppel BMSTU5   | Frank Dietel Antony Forester      | Eyal Bachar Jonathan Levy     | Martin Fischbacher Hans-Peter Heil |
| Dameneinzel BMW2      | Elke Rongen                       | Mine Korkmaz                  | Carola Spellier                    |
| Dameneinzel BMW2      | Elke Rongen                       | Mine Korkmaz                  | Linda Roche                        |
| Dameneinzel BMW3      | Nicole Kettenis                   | Carol de Meĳer                | Tamara Bepperling                  |
| Damendoppel BMW2–BMW3 | Carol de Meĳer Nicole Kettenis    | Mine Korkmaz Carola Spellier  | Sofia Balsalobre Marta Rodriguez   |
| Damendoppel BMW2–BMW3 | Carol de Meĳer Nicole Kettenis    | Mine Korkmaz Carola Spellier  | Marion Maasch Gertrud Salewski     |
| Mixed BMW2            | Avni Kertmen Mine Korkmaz         | Manfred Steinhart Elke Rongen | David Toupé Irmgard Wandt          |
| Mixed BMW2            | Avni Kertmen Mine Korkmaz         | Manfred Steinhart Elke Rongen | Francisco Pineda Sofia Balsalobre  |
| Mixed BMW3            | Quincy Michielsen Carol de Meĳer  | Ton Hollaar Nicole Kettenis   | Stefan Haas Marion Maasch          |
| Mixed BMW3            | Quincy Michielsen Carol de Meĳer  | Ton Hollaar Nicole Kettenis   | Bernd Worf Tamara Bepperling       |